# Sabine Jünger
Sabine Jünger (* 21. Mai 1973 in Königs Wusterhausen) ist eine deutsche Politikerin der Partei (PDS und Die Linke).
Von 1979 bis 1989 besuchte sie die Polytechnische Oberschule und beendete 1991 das Gymnasium. Danach begann sie zunächst ein Studium der Theologie in Berlin. 1992 begann sie das Studium der Rechtswissenschaften in Berlin, später an der Fernuniversität Hagen.
Politisch aktiv wurde sie 1991, als sie der PDS beitrat. Von 1993 bis 1995 war sie Mitglied im PDS-Landesvorstand Mecklenburg-Vorpommern.
1994 wurde sie MdL in Mecklenburg-Vorpommern. Bei der Bundestagswahl 1998 wurde sie über die Landesliste Mecklenburg-Vorpommern der damaligen PDS gewählt. Bis zur Bundestagswahl 2002 gehörte sie dem Bundestag an.
Jünger lebt in einer lesbischen Lebensgemeinschaft und hat ein Kind. Sie ist Atheistin.